# 萧传玖
萧传玖（1914年1月19日—1968年5月12日），男，湖南湘潭人，中国雕塑家，曾任中央美术学院华东分院教授，中国美术家协会理事。